# Mansion House (metrostation)
Mansion House is een station van de metro van Londen aan de Circle Line en District Line. Het metrostation, dat in 1871 is geopend, ligt vlak bij Mansion House, de ambtswoning van de burgemeester van de City of London.

## Geschiedenis
Het station werd op  3 juli 1871 geopende als het oostelijke eindpunt van de Metropolitan District Railway (MDR), de latere District Line, toen het bedrijf zijn lijn naar het oosten doortrok vanaf St. Paul's, zoals Blackfriars destijds heette.
De MDR was bij South Kensington verbonden met de Metropolitan Railway (MR), de latere Metropolitan Line en de twee concurrenten verzorgden elk ritten als “Inner Circle” met eigen materieel op elkaars sporen. 
Op 1 februari 1872 opende de MDR een tak tussen Earl's Court en Addison Road aan West London Extension Joint Railway (WLEJR), de latere West London Line. De North London Railway (NLR) begon toen de "Outer Circle" dienst tussen Broad Street en Mansion House via de North London Line, de West London Line, Addison Road en de sporen van de MDR ten oosten van Earl's Court.
Op 1 augustus 1872 begonnen de MR en de MDR de middle circle dienst, een voorloper van de Circle Line via de toenmalige verbinding tussen de Hammersmith & City Railway (H&CR) en de WLEJR bij Latimer Road en de boog tussen Earl's Court en  Addison Road. Deze diensten werden gezamenlijk verzorgd door de H&CR en de MDR.
Vanaf 1 maart 1883 onderhield de MDR een dienst tussen Mansion House en Windsor, waarbij ten oosten van Ealing Broadway over de sporen van de Great Western Railway (GWR) werd gereden, dit bleek niet lonend en stopte derhalve op 30 september 1885.
Op 10 oktober 1884 openden de MDR en de MR gezamenlijk de lijn naar het oosten en het sluitstuk tussen Mansion House en Mark Lane, sinds 1967 Tower Hill, waarmee de "Inner Circle", de latere Circle Line werd voltooid.
In juli 1886 werd in het station de eerste chocoladeautomaat van het land geïnstalleerd waar de reizigers voor een penny een stuk chocolade konden kopen.
In 1897 verkreeg de MDR toestemming van het parlement om tussen Gloucester Road en Mansion House een express metro onder de bestaande lijn te leggen. Deze nieuwe lijn zou een gereden worden met elektrische metro's om de opstoppingen op de bestaande sporen te verminderen. Mansion House zou wederom eindpunt worden met perrons op 22 meter onder die uit 1872.
De werkzaamheden gingen niet meteen van start aangezien de MDR rond de eeuwwisseling, net als een aantal concurrenten, krap bij kas zat. In 1902 werd de MDR als District Railway overgenomen door de Underground Electric Railways Company of London (UERL) van de Amerikaanse investeerder Yerkes. 
UERL kocht ook de concessies voor vier projecten met geboorde tunnels en zorgde ook voor voldoende fondsen voor de aanleg. De elektrificatie van de District Railway en een nieuw seinstelsel tussen 1903 en 1905 betekende dat de opstoppingen afnamen zonder de noodzaak om de diepe lijn aan te leggen en het plan werd in 1908 geschrapt.
Op 30 juni 1900 werd de "Middle Circle" tussen Earl's Court en Mansion House beëindigd en op 31 december 1908 werd ook de "Outer Circle" gestaakt.
In de jaren 1920 werd de ingang van het Mansion House station herbouwd naar een ontwerp van Charles Holden. De gevel kreeg een vergelijkbaar uiterlijk met het grote glazen scherm met het Underground-roundel dat door Holden tussen 1924 en 1926 werd gebruikt bij de verlenging van de City & South London Railway naar Morden.
In 1949 kreeg de, door de Metropolitan Line beheerde, "Inner Circle" zijn eigen lijnkleur (geel) op de Tube-kaart onder de naam Circle Line.
Op 29 oktober 1989 werd het station gesloten voor de bouw van een nieuwe entree en voor verdere renovatie, hetgeen op 11 februari 1991 gereed was.

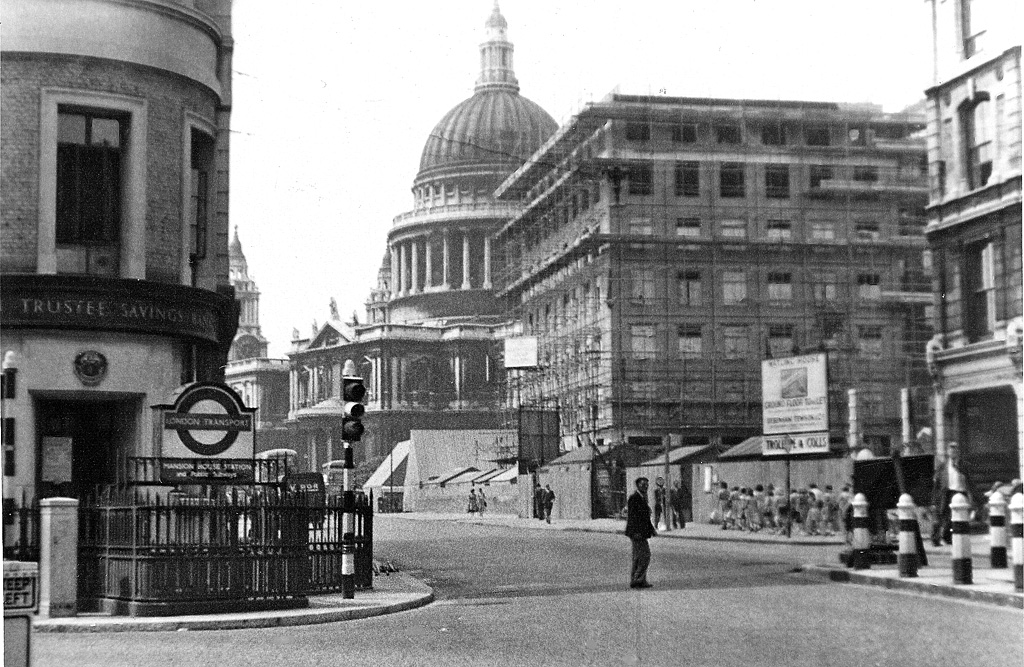
De ingang aan Cannon Street in 1955.
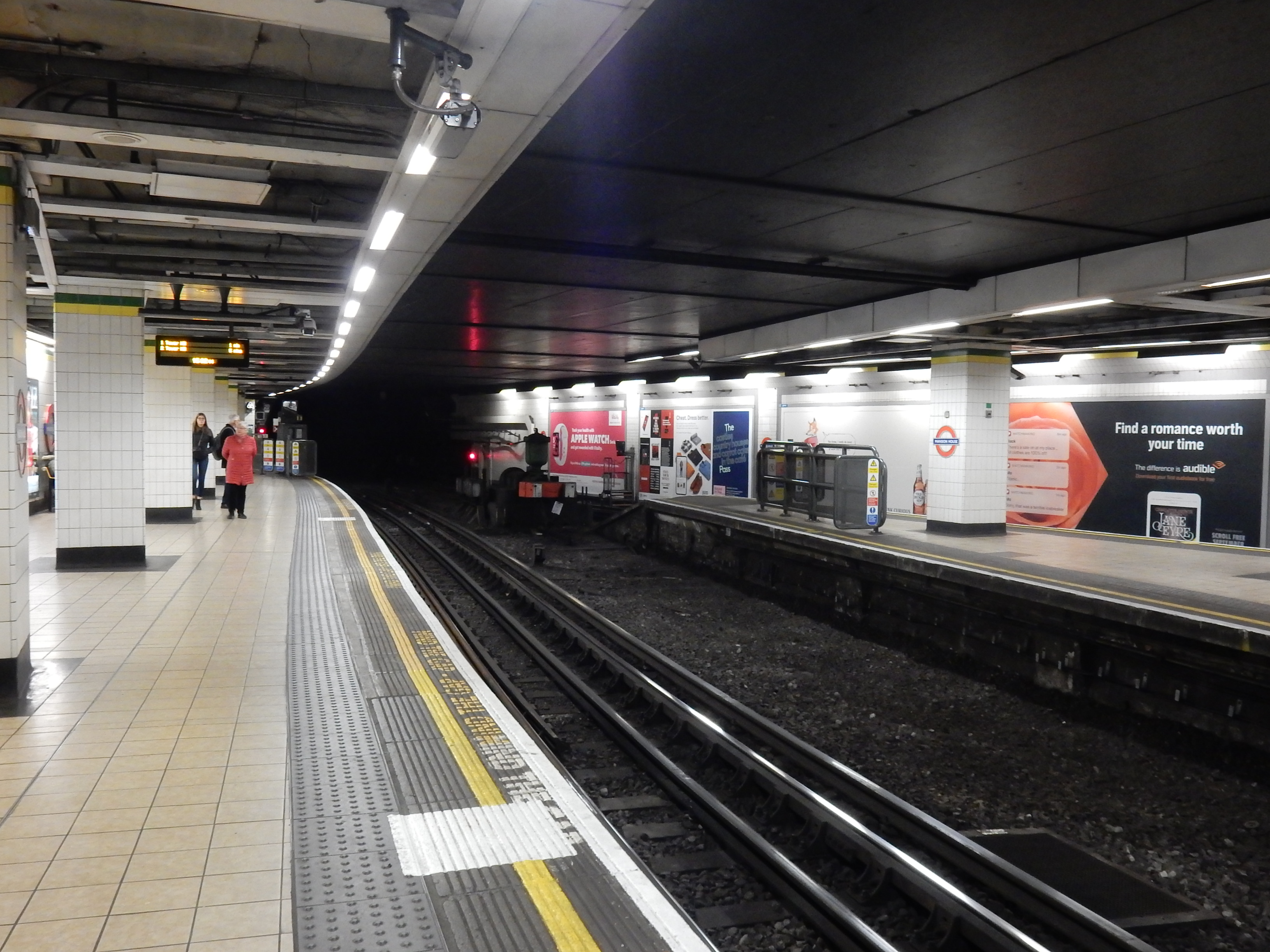
De perrons in 2019, het stootblok van het opgebroken spoor 2 staat er nog.
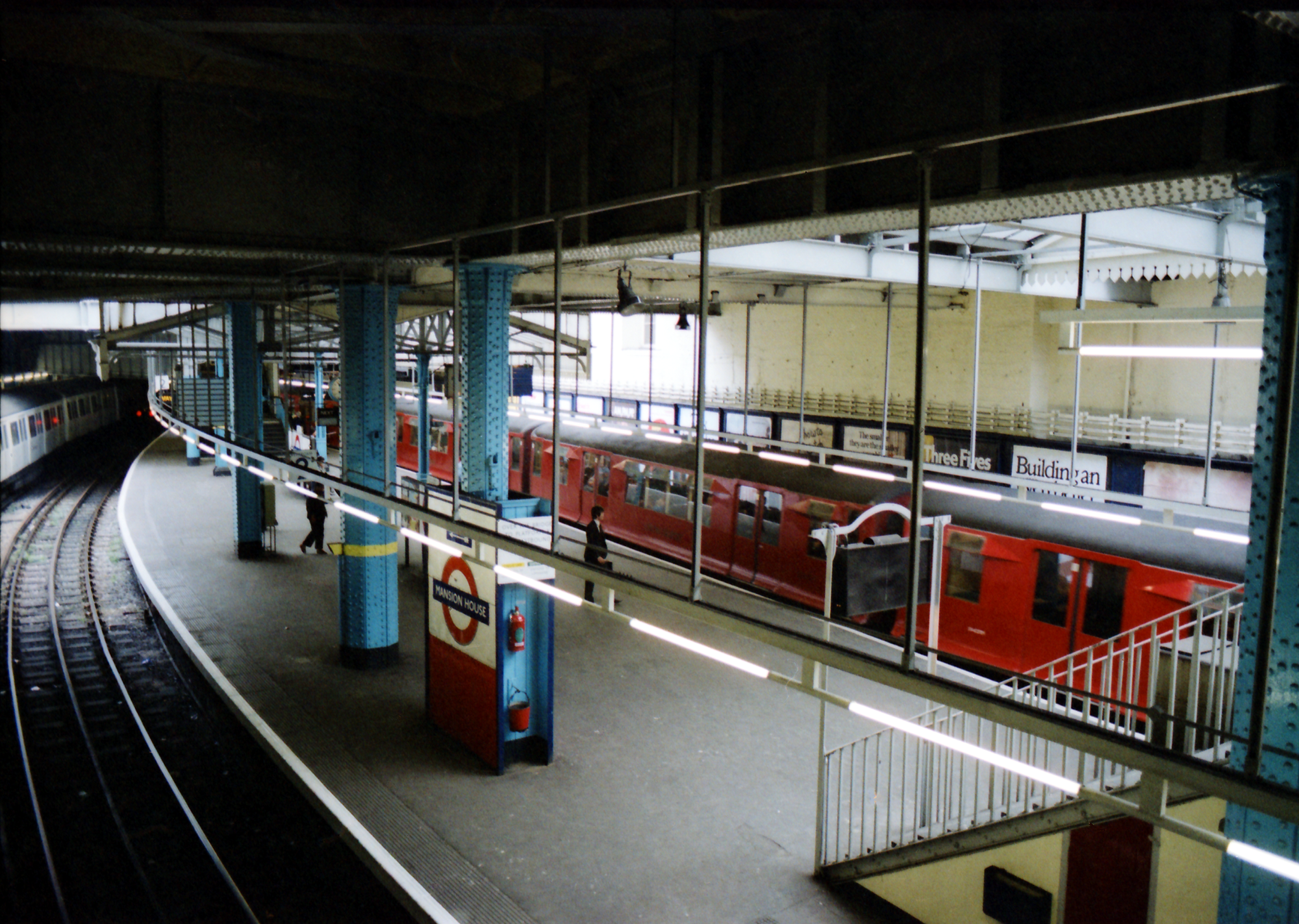
Een blik naar het oosten over de sporen en perrons.

## Ligging en inrichting
Het station bevindt zich onder de kruising van Queen Victoria Street en Cannon Street . Ondanks de naam van het station, is het niet het dichtstbijzijnde metrostation bij Mansion House zelf, dat in feite direct tegenover een ingang Bank ligt. Aan de District- en Circle-Line liggen Cannon Street en  Monument ook dichter bij Mansion House. Mansion House heeft ondergronds twee eilandperrons waarvan alleen de sporen (1 &3) aan de respectievelijke zuidzijdes worden gebruikt. Het noordelijkste spoor (4) is opgebroken en spoor 2 is in het weekeinde van 8 op 9 oktober 2016 buiten grebruik gesteld. Sindsdien keren er geen metro's meer in Mansion House.

## Fotoarchief
- London Transport Museum Photographic Archive
  - Sporen en perrons in 1900
  - Een van de ingangen in 1923
  - Een gevuld perron in 1924
  - De stationshal in 1939
  - Het station in 1956
  - Het station in 2001

Hammersmith · 
Goldhawk Road · 
Shepherd's Bush Market · 
Wood Lane · 
Latimer Road · 
Ladbroke Grove · 
Westbourne Park · 
Royal Oak · 
Paddington · 
Edgware Road · 
Baker Street · 
Great Portland Street · 
Euston Square · 
King's Cross St. Pancras · 
Farringdon · 
Barbican · 
Moorgate · 
Liverpool Street · 
Aldgate · 
Tower Hill · 
Monument · 
Cannon Street · 
Mansion House · 
Blackfriars · 
Temple · 
Embankment · 
Westminster · 
St. James's Park · 
Victoria · 
Sloane Square · 
South Kensington · 
Gloucester Road · 
High Street Kensington · 
Notting Hill Gate · 
Bayswater · 
Paddington · 
Edgware Road